# Horace Silver
Horace Silver, nome artístico de Horace Ward Martin Tavares Silva (Norwalk, 2 de setembro de 1928 — 18 de junho de 2014) foi um pianista e compositor de jazz norte-americano. Era filho de João Tavares Silva, de Cabo Verde, e Gertrude, uma norte-americana.

## Carreira
Depois de tocar saxofone tenor e piano na escola em Connecticut, Silver teve sua chance no piano quando seu trio foi recrutado por Stan Getz em 1950. Silver logo se mudou para a cidade de Nova York, onde desenvolveu uma reputação como compositor e por seu toque de blues. Gravações frequentes de sideman em meados da década de 1950 ajudaram ainda mais, mas foi seu trabalho com os Jazz Messengers, co-liderados por Art Blakey, que chamou mais atenção para sua escrita e execução. Seu álbum Horace Silver and the Jazz Messengers continha o primeiro hit de Silver, "The Preacher". Depois de deixar Blakey em 1956, Silver formou seu próprio quinteto, com o que se tornou a formação padrão de pequenos grupos de saxofone tenor, trompete, piano, baixo e bateria. Suas apresentações públicas e gravações frequentes para a Blue Note Records aumentaram a popularidade de Silver, mesmo através de mudanças de pessoal. Seu álbum de maior sucesso foi Song for My Father, feito com duas iterações do quinteto em 1963 e 1964.
Várias mudanças ocorreram no início dos anos 1970: Silver dissolveu seu grupo para passar mais tempo com sua esposa e se concentrar na composição; ele incluiu letras em suas gravações; e seu interesse pelo espiritismo se desenvolveu. Os dois últimos foram frequentemente combinados, resultando em lançamentos comercialmente malsucedidos, como a série The United States of Mind. Silver deixou a Blue Note após 28 anos, fundou sua própria gravadora e reduziu suas turnês na década de 1980, contando em parte com os royalties de suas composições para obter renda. Em 1993, ele retornou às principais gravadoras, lançando cinco álbuns antes de se retirar gradualmente da vista do público por causa de problemas de saúde.
Como músico, Silver fez a transição do bebop para o hard bop, enfatizando a melodia em vez da harmonia complexa, e combinou linhas limpas e muitas vezes bem-humoradas da mão direita com notas e acordes mais sombrios em um estrondo quase perpétuo da mão esquerda. Suas composições também enfatizavam melodias cativantes, mas muitas vezes também continham harmonias dissonantes. Muitas de suas variadas canções de repertório, incluindo "Doodlin'", "Peace" e "Sister Sadie", tornaram-se padrões de jazz que ainda são amplamente tocados. Seu legado considerável abrange sua influência sobre outros pianistas e compositores e o desenvolvimento de jovens talentos do jazz que apareceram em suas bandas ao longo de quatro décadas.

## Discografia(seleção)
- Horace Silver Trio (Blue Note, 1953)
- Horace Silver and the Jazz Messengers (Blue Note, 1954)
- Blowin' the Blues Away (Blue Note, 1959)
- Song for My Father (Blue Note, 1964)
- The Cape Verdean Blues (Blue Note, 1965)
- Serenade To A Soul Sister (Blue Note, 1968)
- Jazz has a Sense of Humor (Verve, 1999)

## Literatura
- Horace Silver Let´s Get to the Nitty Gritty, University of California Press 2006 (autobiografia)